# Christophe Kauffman
Christophe Kauffman (né en 1968 à Liège) est un écrivain, comédien, conteur et metteur en scène belge.

## Œuvres
Romans
- Gamine, Ed. du Basson, coll. Basson Rouge, Charleroi, 2023
- Vieille Peau, Ed. du Basson, coll. Basson Rouge, Charleroi, 2019
- Les Chroniques du Champêtre, Ed. Académia, coll. Livres Libres, Louvain-la-Neuve, 2018.
- Vie misérable et fin médiocre de Robert Brasseur, comédien de province, ed. Be-books, Liège, 2015.
- Les modifiés, éd. NL, 2015
- Alcie, éd. Ceka, 2014
- Troublerêves, éd. Numéricklivres, 2013
- Chaos blanc, éd. Numericklivre, 2012.
- Nickel le petit, éd. Fleuve Noir, Paris, 1992
- Jalin Ka, éd. Fleuve Noir, Paris, 1994
- Je meurs souvent aux coins des rues, éd. Luc Pire, Bruxelles, 2002

Humour
- Lettres d'acandidatures (et de démotivation à l'usage des bien anti du travail)", Ed. du Basson, Charleroi, 2021

Théâtre
- Sotzheimer, Prix de littérature dramatique de la province de Liège, 2007.
- C'est quand qu'on voit la mer ?, 2002
- La Fosse, 2004
- Je suis venu te dire, Mention spéciale aux rencontres théâtre jeune public de Huy, 2006
- Pays de cocagne, 2007
- Coupable(s), 2008
- Julien, 2010

Nouvelles
- Ma maman aux yeux d'un autre, Xuensè no 41, mai 1994
- Casual Fryday, revue L'Inconvénient, juin 2011, Québec, Canada.
- Le rouge est mis, revue Moebius no 135, octobre 2012, Québec, Canada.

Essais
- De l'angoisse à la peur, Phénix éd., 1993.
- Terreur, le roman du désordre, Phénix no 37 : Dossier Terreur, Claude Lefrancq, mars 1995 (2-87153-227-3).

Poésie
- 68-18, Recueil poétique, éd. Tétras Lyre, Liège
- Le Fram, no 23, revue poétique, Liège, 2012.
- Étranger, j'écris ton nom, Sous la dir. de Hervé Broquet, éd. couleurs livres, 2007.
- Amour, j'écris ton nom, Sous la dir. de Hervé Broquet, éd. couleurs livres, 2005
- Démocratie, j'écris ton nom Sous la dir. de Hervé Broquet, éd. couleurs livres, 2004.

## Prix et distinctions
En 2007, lauréat du prix de littérature dramatique de la province de liège, pour Sotzheimer.